# Aeropuerto de Mo i Rana-Røssvoll
El Aeropuerto de Mo i Rana-Røssvoll (en noruego: Mo i Rana lufthavn, Røssvoll) (IATA: MQN, OACI: ENRA) es un aeropuerto regional que sirve a la ciudad de Mo i Rana, municipio de Rana, provincia de Nordland, Noruega. Está situado a 10 km de la ciudad, en el pueblo de Røssvoll. Está operado por Avinor y pasaron por él 104 474 pasajeros en 2014.

## Aerolíneas y destinos
| Aerolíneas | Destinos                                                       |
| ---------- | -------------------------------------------------------------- |
| Widerøe    | Bodø, Brønnøysund, Mosjøen, Oslo-Gardermoen, Rørvik, Trondheim |